# Atomic Swing
Atomic Swing är en svensk popgrupp som under 1990-talet hade flera hitlåtar på listorna, framför allt "Stone Me Into the Groove" och "Smile".
Bandet slog igenom stort i Sverige, men även i flera andra europeiska länder samt i Japan och Australien, där de turnerade flitigt. Bandet bildades 1992 och splittrades i maj 1997. De gjorde comeback i maj 2006 med albumet The Broken Habanas.
Bandet återförenades tillfälligt till en spelning på festivalen Love & Peace Havana i Kuba den 8 mars 2014 och återförenades för spelning på Lundakarnevalen den 22 maj 2022.

## Medlemmar
- Niclas Frisk – sång, gitarr
- Micke Lohse – keyboards
- Henrik Berglund – trummor
- Petter Orwin – bas
- Anders Graham Pålsson - bas 1996–1997[5]

## Diskografi
Studioalbum
- 1993 – A Car Crash in the Blue
- 1994 – Bossanova Swap Meet
- 1997 – Fluff
- 2006 – The Broken Habanas

Samlingsalbum
- 1998 – In Their Finest Hour

Singlar
- 1992 – Stone Me Into the Groove
- 1993 – Smile
- 1993 – Panicburgh City
- 1993 – In The Dust
- 1994 – Bossanova Swap Meet
- 1994 – So in Need of a Change
- 1997 – Walking My Devil
- 2006 – So Mystifying
- 2006 – The Flasher
- 2006 – Venus Addiction
- 2007 – Callboy
- 2020 - I Want My Own Cross
- 2020 - Can You Deliver?

## Musikvideor
- Stone Me Into the Groove, regi: Mårten Levin
- Smile, regi: Mårten Levin och Mikael Håfström
- Panicburgh City, regi: Mårten Levin